# 野村隈畔
野村 隈畔（のむら わいはん、1884年（明治17年）8月5日 - 1921年（大正10年）11月5日、本名・善兵衛）は、明治・大正期の哲学者、文明批評家。絶対自由主義を唱えて多くの評論を著し、遺作となった恋愛哲学論「永劫の彼岸へ」に共鳴した女性と38歳で心中した。福島県出身、小学校卒。

## 略歴
福島県伊達郡半田村で生まれ、地元の小学校を卒業後、農業に従事していたが、哲学研究を志して1908年（明治41年）に岸本能武太を頼って上京。統一基督教会（ユニテリアン教会）に通い、独学で英語・ドイツ語・教育・哲学・宗教などを研究。1912年（明治45年）よりキリスト教雑誌『六合雑誌』や茅原華山の社会評論誌『第三帝国』に寄稿、『ベルグソンと現代思潮』『自我の研究』『文化主義の研究』などの著書を刊行した。
1921年（大正10年）夏に神田の音楽学校で開催した哲学講習会で東京女子商業学校出身の24歳の岡村梅子と知り合い、10月初旬に妻子を捨てて梅子と駆け落ちし、同月20日ごろ、白布で互いの胴を結び、抱き合って千葉県市川の江戸川に身を投げて情死、11月5日に津田沼海岸で遺体が発見された。死の直前まで書かれた日記には、「一切を捨てて現実を超越す」「永遠の美と愛と心行くまで憧憬する」「永劫無限の世界に旅立つ。これ哲人の希望であり歓喜である」などの言葉が遺されていた。梅子は文学少女でありながら実家が金貸しであることや、前年に音楽学校の受験に失敗したことに煩悶していたとされる。妻は貧困の中、女工をして隈畔の活動を支え、隈畔出奔の際も執筆のための旅行だと思っていたという。
隈畔の死を友人の石田友治や小川未明らは哲学的情死と捉えたが、高畠素之はそうした見方を嘲笑した。辻潤は隈畔の心中した気持ちは理解できるとした。